# اول منهتن را می‌گیریم
"اول منهتن را می‌گیریم" (به انگلیسی: First We Take Manhattan) عنوان ترانه‌ای از لئونارد کوهن است که در سال ۱۹۸۷ آن را ضبط کرده‌است. ترجیع بند این ترانه این است که "اول منهتن را می‌گیریم، و بعد برلین راً که اشاره به آرمان‌های انقلابی، بلندپروازانه و خامدستانه فراکسیون ارتش سرخ در آلمان غربی است.